# Tillandsia pruinosa
Tillandsia pruinosa là một loài thuộc chi Tillandsia. Đây là loài bản địa của Brasil, Costa Rica, México, Venezuela và Hoa Kỳ.

## Giống
- Tillandsia 'Chanza'
- Tillandsia 'Pruinariza'
- Tillandsia 'Sweet Chocolate'